# 루앙프라방역
루앙프라방역(라틴어: ສະຖານີ ຫຼວງພະບາງ Sathani Ruangphabang[*])은 라오스 루앙프라방에 있는 철도역이다.